# Puzzle People
Albums de The Temptations
Cloud Nine
(1969) Psychedelic Shack
(1970)
Singles
1. Don't Let The Joneses Get You Down
Sortie : mai 1969
2. I Can't Get Next to You
Sortie : août 1969

Puzzle People est un album studio du groupe The Temptations sorti en septembre 1969.

## Titres

### Face 1
1. I Can't Get Next to You (Norman Whitfield, Barrett Strong) – 2:52
2. Hey Jude (John Lennon, Paul McCartney) – 3:30
3. Don't Let The Joneses Get You Down (Norman Whitfield, Barrett Strong) – 4:43
4. Message from a Black Man (Norman Whitfield, Barrett Strong) – 5:50
5. It's Your Thing (Ronald Isley, O'Kelly Isley, Rudolph Isley) – 3:00

### Face 2
1. Little Green Apples (Bobby Russell) – 3:40
2. You Don't Love Me No More (Norman Whitfield, Barrett Strong, Roger Penzabene) – 2:35
3. Since I've Lost You (Norman Whitfield) – 2:43
4. Running Away (Ain't Gonna Help You) (Norman Whitfield, Barrett Strong) – 2:46
5. That's the Way Love Is (Norman Whitfield, Barrett Strong) – 3:10
6. Slave (Norman Whitfield, Barrett Strong) – 7:20

## Musiciens
- Dennis Edwards : chant principal (1, 2, 3, 4, 5, 8, 10, 11), chœurs
- Eddie Kendricks : chant principal (1, 2, 3, 4, 7, 11), chœurs
- Paul Williams : chant principal (1, 2, 3, 5, 6, 9, 10), chœurs
- Melvin Franklin : chant principal (1, 2, 3, 4, 11), chœurs
- Otis Williams : chant principal (1, 2, 3), chœurs
- The Funk Brothers : instrumentation